# Швецов, Сергей Порфирьевич
Сергей Порфирьевич Швецов (псевдоним «юнец»; 13 февраля 1858, Курск — 4 мая 1930, Ленинград) — эсер, народник, ученый-статистик, журналист и редактор, делегат Всероссийского Учредительного собрания.

## Биография

### Ранние годы. Исследователь Сибири
Сергей Швецов родился 13 февраля 1858 года в Курске в дворянской семье чиновника в ранге коллежского советника Порфирия Васильевича Швецова. Вскоре Швецовы переезжают в Архангельскую губернию, где глава семейства стал служить исправником уездного полицейского управления в Холмогорах.
Сергей сначала учился в гимназии в Архангельске, но не окончил её. Затем он поступил в Петербургский учительский институт (1875), но также не завершил обучение. Увлёкшись в раннем возрасте революционной борьбой, сначала примыкал к «лавристам», позже участвовал в «хождении в народ» (Новгородская и Тверская губернии, Тифлис) — был известен под именем «юнец». Одновременно работал чернорабочим на железной дороге.
Сергей Швецов был арестован в 1876 году по делу кружка Иосселиани и провёл в одиночном заключении в Метехском замке (Тифлис) около двух лет. В 1879 году он был приговорён судом к лишению всех прав состояния и каторжным работам, заменённым впоследствии ссылкой (Череповец, Вышневолоцк, Сургут, Тара, Тюкалинск и Ялуторовск), за «распространение запрещённых сочинений и именование себя не принадлежащим ему именем».
В июле 1888 года он переехал в Барнаул, где начал служил по вольному найму в статистическом отделе Главного управления Алтайского округа. В 1891—1893 годах Сергей Швецов обследовал арендное хозяйство округа, а в 1894 году — хозяйства местных крестьян. 26 марта 1895 года участвовал в переписи населения города Барнаул.
В октябре 1891 года Сергей Порфирьевич создал и возглавил Общество любителей исследования Алтая. В 1896—1897 годах он переехал в Омск (здесь он печатается в газете «Степной край»), а в 1902 году — в Томск, где прожил до конца 1905 года, будучи во главе местного печатного органа эсеров — газеты «Отголоски борьбы» — и заведуя типографией.
Швецов стал членом Партии социалистов-революционеров (ПСР) в момент её создания: был активным участником событий Первой русской революции, делегатом I-го и II-го съездов партии. В конце 1905 года, после черносотенного «Томского погрома», уехал из Томска в Петербург, а после подавления революции в целом некоторое время скрывался во Франции и Швейцарии. По возвращении в Россию был дважды арестован (1909, 1911).
В 1908—1913 годах Сергей Швецов руководил статистическим обследованием районов Олонецкой, Екатеринбургской и Сибирской железной дороги, а также проектировавшейся дороги Екатеринбург-Курган. В 1914—1917 годах он возглавил работы по сплошному статистическому обследованию казачьего хозяйства в Донской области, руководил региональным участком Всероссийской сельскохозяйственной переписи.

### Политическая карьера. Работа в СССР

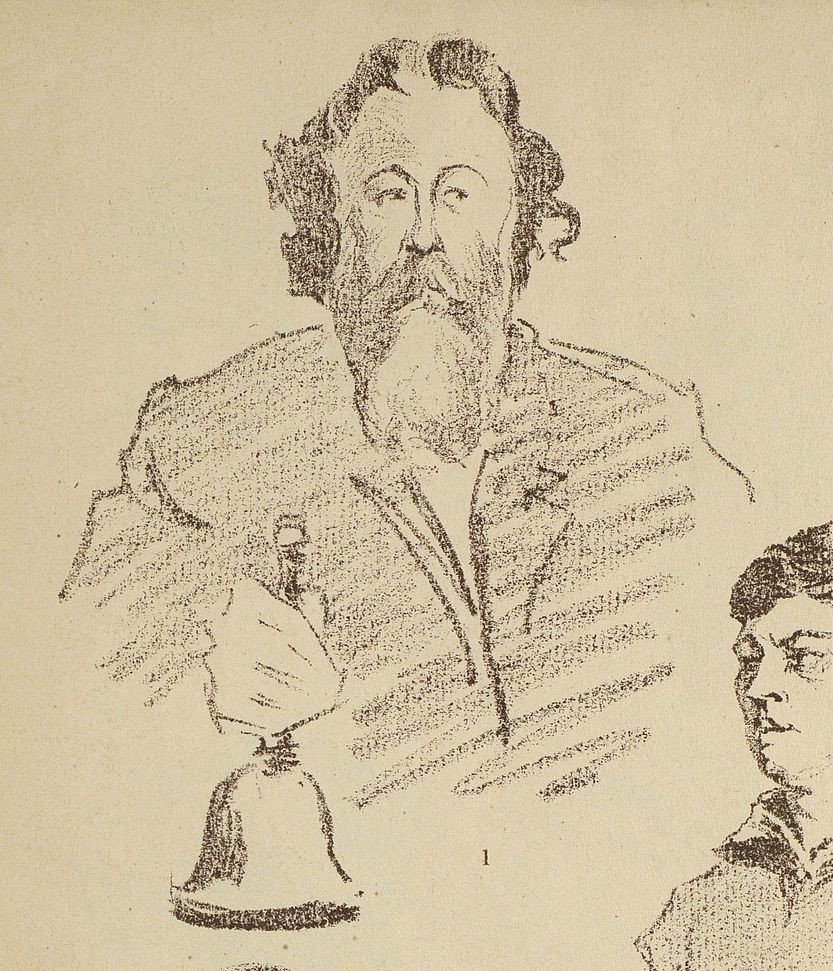
5 января 1918 года С. П. Швецов открыл единственное заседание Учредительного собрания, как его старейший делегат. Справа внизу профиль матроса Железняка. Рис. Ю. К. Арцыбушева.

В 1917 году стал редактором газеты «Голос Донской земли» (Ростов-на-Дону). После Февральской революции избрался в члены Учредительного Собрания по Донскому избирательному округу от эсеров, Совета крестьянских депутатов и трудового казачества (список № 2). 5 января 1918 года Сергей Порфирьевич открыл (как старейший делегат) знаменитое заседание Собрания, закончившееся его разгоном. После этого Швецов отошёл от политической деятельности, занялся наукой.
В 1920—1921 гг. Швецов участвовал в Северной научно-промысловой экспедиции ВСНХ, возглавив её экономические работы. В 1925 году он исследовал рыбный промысел на Белом море, а с 1926 года руководил статистическо-экономическим отрядом Казахстанской экспедиции АН СССР. По словам С. Каратлеуова, АН СССР через Швецова пригласила для работы в экспедиции "исключительного знатока Казахстана" Алихана Букейханова, с которым Сергей Порфирьевич был близко знаком. Позднее следователи НКВД детально допрашивали Каратлеуова и самого Букейханова о работе в экспедиции.
В те же годы Сергей Порфирьевич работал в отделении статистики Русского географического общества (РГО) и в Комиссии при Академии наук по изучению племенного состава населения СССР, преподавал в высших учебных заведениях Ленинграда. С марта 1924 года Сергей Швецов стал членом Всесоюзного общества бывших политкаторжан и ссыльнопоселенцев, а позднее возглавил Петроградский Политический Красный Крест (с 1922 года — ленинградскую группу «Помощи политическим заключенным»).
Ленинградское отделение Политического Красного Креста до своей смерти в 1925 году возглавлял М. В. Новорусский. Затем его возглавил Швецов, а после его смерти в 1930 году — В. П. Гартман. Ленинградское отделение ПКК действовало до 1937 года, когда был арестован и расстрелян В. П. Гартман.
Умер 4 мая 1930 года в Ленинграде. Похоронен на Литераторских мостках.

## Произведения
- С. П. Швецов, «Дело М. А. Спиридоновой» — СПб., 1906. — 72 с.
- С. П. Швецов, «Этнография и народное хозяйство», 15 февраля 1928 года — Государственный архив Иркутской области (Ф.р-565. Оп. 1. Д. 140).
- С. П. Швецов, «Казахстанская экспедиция Академии наук СССР, 1926—1927 гг.» // Казахское хозяйство в его естественно-исторических и бытовых условиях, Ленинград, 1926.
- С. П. Швецов «К работам экономического отряда Казакстанской Экспедиции. Бюджетное обследование» // Осведомительный бюллетень, № 9-10, Ленинград, 1927.
- «Министр-удав», 1905 (листовка).
- Статьи: «Земельно-правовые отношения инородцев на Алтае», «Волостная община и поземельное устройство», «Мусульманский аграрный законопроект и его принципы», «Крестьянский банк в Сибири», «К проектам землерасстройства в Сибири», «Принципы рациональной организации переселения в Сибирь» и другие.
- «В ожидании казни» (рассказ).

## Семья
Жена: Мария Васильевна Лаврова (1856? — после 1901) — дочь священника, учительница, с 1874 года состояла в кружке П. Г. Заичневского в Орле; в 1877 году была арестована и осуждена по обвинению в организации в Курске кружка «Саморазвитие» и составлении воззвания.